# Episodi di The Life of Riley (sesta stagione)
La sesta stagione della serie televisiva The Life of Riley è stata trasmessa in anteprima negli Stati Uniti d'America dalla National Broadcasting Company tra il 13 settembre 1957 e il 23 maggio 1958.
| nº | Titolo originale               | Titolo italiano | Prima TV USA      | Prima TV Italia |
| -- | ------------------------------ | --------------- | ----------------- | --------------- |
| 1  | Gossip                         |                 | 13 settembre 1957 |                 |
| 2  | Riley's Ups and Downs          |                 | 20 settembre 1957 |                 |
| 3  | The New Den                    |                 | 27 settembre 1957 |                 |
| 4  | Gillis' Childhood Friend       |                 | 4 ottobre 1957    |                 |
| 5  | Down for the Count             |                 | 11 ottobre 1957   |                 |
| 6  | The Gruesome Twosome           |                 | 18 ottobre 1957   |                 |
| 7  | Happy Birthday, Little Chester |                 | 25 ottobre 1957   |                 |
| 8  | Babs and the Latin             |                 | 1º novembre 1957  |                 |
| 9  | Anchors Aweigh                 |                 | 8 novembre 1957   |                 |
| 10 | Framed                         |                 | 15 novembre 1957  |                 |
| 11 | Nobody Down Here Likes Me      |                 | 22 novembre 1957  |                 |
| 12 | Baby Chester's First Words     |                 | 29 novembre 1957  |                 |
| 13 | A Trip for Peg                 |                 | 6 dicembre 1957   |                 |
| 14 | Going Steady                   |                 | 13 dicembre 1957  |                 |
| 15 | A Guest from England           |                 | 20 dicembre 1957  |                 |
| 16 | Little Awful Annie             |                 | 3 gennaio 1958    |                 |
| 17 | Music Hath Charms              |                 | 10 gennaio 1958   |                 |
| 18 | Movie Struck                   |                 | 24 gennaio 1958   |                 |
| 19 | Bowling Beauties               |                 | 31 gennaio 1958   |                 |
| 20 | The Letter                     |                 | 7 febbraio 1958   |                 |
| 21 | Ten O'Clock Scholar            |                 | 14 febbraio 1958  |                 |
| 22 | The Oily Birds                 |                 | 21 febbraio 1958  |                 |
| 23 | Mrs. Aircraft Industries       |                 | 28 febbraio 1958  |                 |
| 24 | After You're Gone              |                 | 7 marzo 1958      |                 |
| 25 | A Test for Gillis              |                 | 14 marzo 1958     |                 |
| 26 | Riley's Burst Bubble           |                 | 21 marzo 1958     |                 |
| 27 | Teenage Troubles               |                 | 28 marzo 1958     |                 |
| 28 | The Otis Yonder Story          |                 | 4 aprile 1958     |                 |
| 29 | The Barracks Bag               |                 | 11 aprile 1958    |                 |
| 30 | The Price of Fame              |                 | 18 aprile 1958    |                 |
| 31 | Annie's Radio Romance          |                 | 25 aprile 1958    |                 |
| 32 | Dudley Comes to Town           |                 | 2 maggio 1958     |                 |
| 33 | Live Modern                    |                 | 9 maggio 1958     |                 |
| 34 | Help for Honeybee              |                 | 16 maggio 1958    |                 |
| 35 | Here Comes Constance           |                 | 23 maggio 1958    |                 |